# Henrik Adam Due

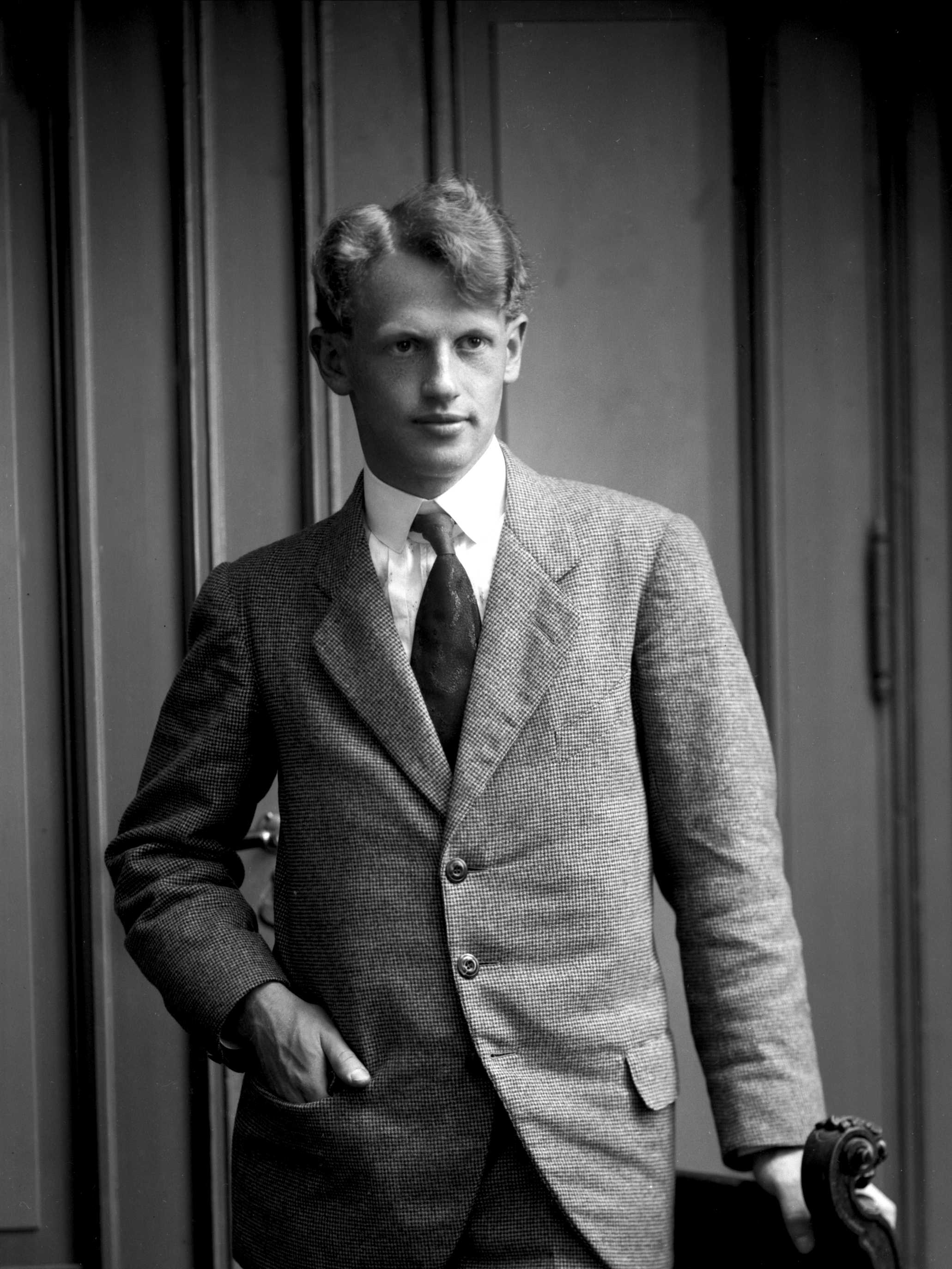
Henrik Adam Due, 1914

Henrik Adam Due (* 19. April 1891 in Saint Paul, Minnesota; † 13. Mai 1966) war ein amerikanisch-norwegischer Violinist und Musikpädagoge.

## Leben
Due studierte bei Arve Arvesen und Gustav Frederik Lange sowie bei dem Pariser Martin Pierre Joseph Marsick. Er debütierte 1913 als Geiger. Mit seiner Frau Mary Barratt Due gründete er 1927 das Barratt-Due-Musikinstitut in Oslo, aus dem Schüler wie Arvid Fladmoe, Stephan Henrik Barratt-Due, Kai Angel Næsteby und Kåre Fuglesang hervorgingen. Er veröffentlichte zwei Violinschulen: Hvad enhver fiolinspiller bør vite (1928) und Norsk Fiolinskole (1953).